# Ромодановский, Пётр Семёнович
Князь Пётр Семёнович Ромодановский (ум. 1535) — воевода во времена правления Василия III Ивановича и правление Елены Васильевны Глинской при малолетнем Иване IV Васильевиче Грозном.
Из княжеского рода Ромодановские. Старший сын князя Семёна Васильевича Ромодановского. Имел брата князя Василия Семёновича по прозванию «Нагай», упомянутого в 1520—1521 годах головою в Тарусе.

## Биография
В 1532 году седьмой воевода на Угре. В 1533 году, во время татарского нашествия, послан воеводой в Коломну. В июле 1534 года по «смоленским вестям» велено ему из Боровска идти в Вязьму третьим воеводой.
В 1535 году убит литовцами в бою в Стародубе-Северском.
От брака с Настасьей, в иночестве Антонида, имел единственного сына, князя Богдана Петровича Ромодановского, упомянутого в апреле 1555 года на свадьбе двоюродного брата царя Ивана Грозного — князя Владимира Андреевича и княжны Евдокии Романовны Одоевской, где нёс вторым камку и её расстилал, бездетный.
В 1569/70 годах его жена, вместе с сыном дали на помин души князя Петра Семёновича в Троице-Сергиев монастырь свою старинную вотчину. Они же, в 1579/80 годах дали тому же монастырю вотчину в Стародубе Ряполовском.